# Uniformno tlakovanje
Uniformno tlakovanje je v geometriji vrsta teselacije ravnine s stranskimi ploskvami pravilnega mnogokotnika (uniformni polieder ima pravilne mnogokotnike kot stranske ploskve) z edino omejitvijo, da so ogliščnouniformni.
Uniformno tlakovanje je možno v evklidski in hiperbolični ravnini.
Večino uniformnih tlakovanj se lahko izdela s pomočjo Wythoffove konstrukcije tako, da se prične z grupo simetrije in posamezno generatorsko točko znotraj osnovne domene. Ravninska grupa simetrije ima mnogokotniško osnovno domeno in se jo lahko predstavi z zaporedjem zrcal v zaporednih ogliščih. 
Osnovna domena trikotnika je (p q r) kjer so p, q in r cela števila, večja od 1, ter pravokotni trikotnik (p q 2). Trikotnik lahko obstaja kot sferni trikotnik, evklidski ravninski trikotnik ali hiperbolični ravninski trikotnik, kar je odvisno od vrednosti p, q in r.
Obstaja več simboličnih shem za imenovanje teh oblik. 

## Coxeterjeve grupe
| orbiterična simetrija   | Coxeterjeva grupa | Coxeterjeva grupa                                                   | Coxeterjeva grupa | Coxeter-Dinkinov diagram | opombe                               |
| kompaktne               | kompaktne         | kompaktne                                                           | kompaktne         | kompaktne                | kompaktne                            |
| ----------------------- | ----------------- | ------------------------------------------------------------------- | ----------------- | ------------------------ | ------------------------------------ |
| *333                    | (3 3 3)           | {\displaystyle {\tilde {A}}_{2}}                                    | [Δ]               |                          | 3 zrcalne oblike, 1 prirezana oblika |
| *442                    | (4 4 2)           | {\displaystyle {\tilde {B}}_{2}}                                    | [4,4]             |                          | 5 zrcalnih oblik, 1 prirezana oblika |
| *632                    | (6 3 2)           | {\displaystyle {\tilde {G}}_{2}}                                    | [6,3]             |                          | 7 zrcalnih oblik, 1 prirezana oblika |
| *2222                   | (∞ 2 ∞ 2)         | {\displaystyle {\tilde {I}}_{1}} × {\displaystyle {\tilde {I}}_{1}} | [∞] × [∞]         |                          | 3 zrcalne oblike, 1 prirezana oblika |
| nekompaktne (frizijske) |                   |                                                                     |                   |                          |                                      |
| *∞                      | (∞)               | {\displaystyle {\tilde {I}}_{1}}                                    | [∞]               |                          |                                      |
| *22∞                    | (2 2 ∞)           | {\displaystyle {\tilde {I}}_{1}} × {\displaystyle {\tilde {A}}_{2}} | [∞] × [ ]         |                          | 2 zrcalni obliki, 1 prirezana oblika |

| orbiterična simetrija | Coxeterjeva grupa | Coxeterjeva grupa | Coxeter-Dinkinov diagram | opombe         |
| kompaktne             | kompaktne         | kompaktne         | kompaktne                | kompaktne      |
| --------------------- | ----------------- | ----------------- | ------------------------ | -------------- |
| *pq2                  | (p q 2)           | [p,q]             |                          | 2p+2q < pq     |
| *pqr                  | (p q r)           |                   |                          | pq+pr+qr < pqr |
| parakompaktne         |                   |                   |                          |                |
| *∞p2                  | (p ∞ 2)           | [p,∞]             |                          | p>=3           |
| *∞pq                  | (p q ∞)           |                   |                          | p,q>=3, p+q>6  |
| *∞p                   | (p ∞ )            |                   |                          | p>=3           |
| *∞                    | (∞ )              |                   |                          |                |

## Uniformno tlakovanje evklidske ravnine
Za podrobne podatke o tej temi glej tlakovanje s pravilnimi mnogokotniki.
Obstajajo grupe simetrije na evklidski ravnini, ki se jo konstruira iz osnovnih trikotnikov (4 4 2) in (3 3 3). Vsakega se lahko prikaže kot množico črt odboja, ki deli ravnino v osnovne trikotnike. 
Ta simetrija ustvarja tri pravilna tlakovanja in sedem polpravilnih. Številna polpravilna tlakovanja so ponovitve z različnimi konstruktorji. 
Prizmatična grupa simetrije, ki je predstavljena z (2 2 2 2) pomeni skupino dveh vzporednih zrcal, ki imata v splošnem pravokotno osnovno domeno. 
Naslednja prizemska grupa simetrije, ki jo predstavlja (∞ 2 2) in ima neskončno osnovno domeno. Konstruira dve uniformni tlakovanji apeirogonsko prizmo in apeirogonsko antiprizmo.
Osnovni trikotniki so pravokotni trikotniki: (p q 2)
| (p q 2)                      | osnovni trikotniki | starševsko | prisekano | rektificirano | dvojnoprisekano | dvojnorektificirano (dual) | kantelirano                                   | omniprisekano (kantiprisekano) | prirezana oblika |
| Wythoffov simbol             |                    | q \| p 2   | 2 q \| p  | 2 \| p q      | 2 p \| q        | p \| q 2                   | p q \| 2                                      | p q 2 \|                       | \| p q 2         |
| Schläflijev simbol           |                    | t{p,q}     | t{p,q}    | r{p,q}        | 2t{p,q}=t{q,p}  | 2r{p,q}={q,p}              | rr{p,q}                                       | tr{p,q}                        | sr{p,q}          |
| Coxeter-Dinkinov diagram     |                    |            |           |               |                 |                            |                                               |                                |                  |
| konfiguracija oglišč         |                    | pq         | (q.2p.2p) | (p.q.p.q)     | (p.2q.2q)       | qp                         | (p.4.q.4)                                     | (4.2p.2q)                      | (3.3.p.3.q)      |
| ---------------------------- | ------------------ | ---------- | --------- | ------------- | --------------- | -------------------------- | --------------------------------------------- | ------------------------------ | ---------------- |
| kvadratno tlakovanje (4 4 2) | V4.8.8             | {4,4}      | 4.8.8     | 4.4.4.4       | 4.8.8           | {4,4}                      | 4.4.4.4                                       | 4.8.8                          | 3.3.4.3.4        |
| šestkotno tlakovanje (6 3 2) | V4.6.12            | {6,3}      | 3.12.12   | 3.6.3.6       | 6.6.6           | {3,6}                      | Slika:Uniform tiling 63-t02.svg64px · 3.4.6.4 | 4.6.12                         | 3.3.3.3.6        |

Splošni osnovni trikotniki: (p q r)
| Wythoffov simbol (p q r)       | osnovni trikotniki | q \| p r | r q \| p    | r \| p q | r p \| q    | p \| q r | p q \| r    | p q r \|    | \| p q r      |
| Coxeter-Dinkinov diagram       |                    |          |             |          |             |          |             |             |               |
| konfiguracija oglišč           |                    | (p.q)r   | (r.2p.q.2p) | (p.r)q   | (q.2r.p.2r) | (q.r)p   | (q.2r.p.2r) | (r.2q.p.2q) | (3.r.3.q.3.p) |
| ------------------------------ | ------------------ | -------- | ----------- | -------- | ----------- | -------- | ----------- | ----------- | ------------- |
| trikotniško tlakovanje (3 3 3) | V6.6.6             | (3.3)3   | 3.6.3.6     | (3.3)3   | 3.6.3.6     | (3.3)3   | 3.6.3.6     | 6.6.6       | 3.3.3.3.3.3   |

## Uniformna tlakovanja hiperbolične ravnine
Znanih je neskončno veliko uniformnih tlakovanj s konveksnimi mnogokotniki v [[hiperbolična ravnina|hiperbolični ravnini. Vsako tlakovanje je osnovano na drugi grupi zrcalne simetrije (p q r).
Pravokotni osnovni trikotniki: (p q 2)
| (p q 2)                        | osnovni trikotniki | starševsko | prisekano | rektificirano | dvojnoprisekano | dvojnorektificirano (dualno) | kantelirano | omniprisekano (kantiprisekano) | prirezana oblika |
| Wythoffov simbol               |                    | q \| p 2   | 2 q \| p  | 2 \| p q      | 2 p \| q        | p \| q 2                     | p q \| 2    | p q 2 \|                       | \| p q 2         |
| Schläflijev simbol             |                    | t{p,q}     | t{p,q}    | r{p,q}        | 2t{p,q}=t{q,p}  | 2r{p,q}={q,p}                | rr{p,q}     | tr{p,q}                        | sr{p,q}          |
| Coxeter-Dinkinov diagram       |                    |            |           |               |                 |                              |             |                                |                  |
| konfiguracija oglišč           |                    | pq         | (q.2p.2p) | (p.q.p.q)     | (p.2q.2q)       | qp                           | (p.4.q.4)   | (4.2'p.2q')                    | (3.3.p.3.q)      |
| ------------------------------ | ------------------ | ---------- | --------- | ------------- | --------------- | ---------------------------- | ----------- | ------------------------------ | ---------------- |
| (hiperbolična ravnina) (5 4 2) |                    | {5,4}      | 4.10.10   | 4.5.4.5       | 5.8.8           | {4,5}                        | 4.4.5.4     | 4.8.10                         | 3.3.4.3.5        |
| (hiperbolična ravnina) (5 5 2) |                    | {5,5}      | 5.10.10   | 5.5.5.5       | 5.10.10         | {5,5}                        | 5.4.5.4     | 4.10.10                        | 3.3.5.3.5        |
| (hiperbolična ravnina) (7 3 2) |                    | {7,3}      | 3.14.14   | 3.7.3.7       | 7.6.6           | {3,7}                        | 3.4.7.4     | 4.6.14                         | 3.3.3.3.7        |
| (hiperbolična ravnina) (8 3 2) |                    | {8,3}      | 3.16.16   | 3.8.3.8       | 8.6.6           | {3,8}                        | 3.4.8.4     | 4.6.16                         | 3.3.3.3.8        |

Splošni osnovni trikotniki (p q r)
| Wythoffov simbol (p q r) | osnovni trikotniki | q \| p r | r q \| p    | r \| p q | r p \| q    | p \| q r | p q \| r    | p q r \|    | \| p q r                                        |
| Coxeter-Dinkinov diagram |                    |          |             |          |             |          |             |             |                                                 |
| konfiguracija oglišč     |                    | (p.r)q   | (r.2p.q.2p) | (p.q)r   | (q.2r.p.2r) | (q.r)p   | (q.2r.p.2r) | (r.2q.p.2q) | (3.r.3.q.3.p)                                   |
| ------------------------ | ------------------ | -------- | ----------- | -------- | ----------- | -------- | ----------- | ----------- | ----------------------------------------------- |
| hiperbolična (4 3 3)     |                    | (3.4)3   | 3.8.3.8     | (3.4)3   | 3.6.4.6     | (3.3)4   | 3.6.4.6     | 6.6.8       | 3.3.3.3.3.4                                     |
| hiperbolična (4 4 3)     |                    | (3.4)4   | 3.8.4.8     | (4.4)3   | 3.6.4.6     | (3.4)4   | 4.6.4.6     | 6.8.8       | 3.3.3.4.3.4                                     |
| hiperbolična (4 4 4)     |                    | (4.4)4   | 4.8.4.8     | (4.4)4   | 4.8.4.8     | (4.4)4   | 4.8.4.8     | 8.8.8       | Slika:Uniform tiling 444-snub.svg · 3.4.3.4.3.4 |

## Sebidualna tlakovanja
Tlakovanje je lahko tudi sebidualno. Takšno je kvadratno tlakovanje s Schläflijevim simbolom {4,4}.
| Kvadratno tlakovanje (črno) {4,4} s svojim dualnim tlakovanjem (rdeče). |